# Southeastern Film Critics Association Award al miglior attore non protagonista
Il Southeastern Film Critics Association Award al miglior attore non protagonista (Southeastern Film Critics Association Award for Best Supporting Actor) è un premio assegnato annualmente dal 1993 dai membri della Southeastern Film Critics Association al miglior interprete maschile non protagonista di un film distribuito negli Stati Uniti nel corso dell'anno.

## Albo d'oro

### Anni 1990-1999
- 1993: Jack Nicholson (Codice d'onore)
- 1994: Tommy Lee Jones (Il fuggitivo)
- 1995: Martin Landau (Ed Wood)
- 1996: Ed Harris (Apollo 13)
- 1997: Edward Norton (Schegge di paura, Larry Flynt - Oltre lo scandalo, Tutti dicono I Love You)
- 1998: Greg Kinnear (Qualcosa è cambiato)
- 1999: Haley Joel Osment (Il sesto senso)

### Anni 2000-2009
- 2000: Benicio del Toro (Traffic)
- 2001: Ben Kingsley (Sexy Beast - L'ultimo colpo della bestia)
- 2002: Chris Cooper (Il ladro di orchidee)
- 2003: Tim Robbins (Mystic River)
- 2004: Thomas Haden Church (Sideways - In viaggio con Jack)
- 2005: Paul Giamatti (Cinderella Man - Una ragione per lottare)
- 2006: Jackie Earle Haley (Little Children)
- 2007: Javier Bardem (Non è un paese per vecchi)
- 2008: Heath Ledger (Il cavaliere oscuro)

### Anni 2010-2015
- 2015: Sylvester Stallone (Creed - Nato per combattere)[1]